# Jan Dumek
Jan Dumek (13. února 1934 Dobrovice – 22. dubna 2004 Praha) byl český hudební skladatel, dirigent, klavírista, cimbálista, violista, varhaník, pedagog, sběratel a upravovatel lidových písní. Hudební vliv měl na něj zejména jeho strýc z matčiny strany, Jan Fadrhons, rovněž hudební skladatel a dirigent.  

## Životopis
Jeho otec byl Josef Dumek a matkou Marie Dumková, která zpívala v pěveckém sboru Dobrovan. Měl tři sourozence. V pěti letech se začal učit hrát na housle, v sedmi letech na klavír, v osmi letech začal hrát veřejně a v devíti letech zapisoval písně slyšené v dědečkově hospodě do not. V roce 1949 přešel z Klasického gymnázia v Mladé Boleslavi na Pražskou konzervatoř, kde studoval v oboru Klavír a kompozice. V roce 1959 se stal zakládajícím členem literárního kabaretu Paravan. Jako žák Václava Trojana absolvoval v roce 1960 Hudební a taneční fakultu Akademie múzických umění v Praze. Poté působil do roku 1962 jako sbormistr a dirigent v Uměleckém vojenském souboru. Další čtyři roky hrál na klavír, skládal a dirigoval v divadle Jiřího Wolkera a v letech 1967–1990 byl zaměstnán v Československém státním souboru písní a tanců. Současně jako lektor, korepetitor a klavírista docházel na Hudební fakultu Akademie muzických umění. V roce 1968 se oženil s Ivankou Walterovou. v manželství se v roce 1969 narodila Věra Dumková (literátka) a roce 1970 Zuzana Dumková (jazzová zpěvačka a skladatelka). Jeho hudební činnost se projevila ve folklorním souboru Špindleráček, smíšeném pěveckém sboru Dobrovan, Slováckém krúžku, kde hrál na cimbál a v Československém rozhlase, kde pracoval jako hudební režisér. Od roku 1992 byl v invalidním důchodu.

## Dílo (výběr)

### Komorní
- Elegie pro violu a klavír 1952
- Suita pro dvoje housle a violu 1954
- Interludia pro dvě trubky a trombon 1980

### Orchestrální
- Symfonie pro smyčce 1960
- Čtyři studie pro symfonický orchestr 1964

### Vokální
- Šťastnému děvčeti na text J. Wolkera 1966
- Zdálo se mě, na lidový text 1978
- Kantáta ve jménu života 1975

### Hudebně dramatická

#### Dětské muzikály
- Anabella a měsíc na libreto P. Hackse 1960
- Hry a sny na libreto K. Texela 1968
- Saloon u 17.míle na libreto P. Gryma 1967

#### Populární písně
- Polská mazurka 1953
- Alkoholické blues 1959
- V čas vína 1973
- Pochod Jarní start 1983

#### Úprava lidových písní pro Dobrovan
- Jenom ty mně, má panenko
- Široký, hluboký
- Boleslav, Boleslav (1985)

#### Hudba k filmu
- Kotě 1959
- V čas vína – hudba k filmu (1973)
- Novopacká pouť – hudba k filmu (1988)

### Tance
- Volání hory (balet) 1988

### Publikace
- Písně z Dobrovice a okolí (1994)

## Ocenění
- 1961 – Sao Paulo, festival krátkých filmů – 1. cena za hudbu k filmu Kotě
- 1957 – Cena českého hudebního fondu za Smyčcový kvartet D dur